# Khosrov III av Armenien
Khosrov III av Armenien, död 339, var regerande kung av Armenien mellan 330 och 339. 